# Craspedosis curvilimes
Craspedosis curvilimes is een vlinder uit de familie van de spanners (Geometridae). De wetenschappelijke naam van de soort is voor het eerst geldig gepubliceerd in 1922 door de Engelse entomoloog Louis Beethoven Prout. Het type-exemplaar was afkomstig uit Brits-Nieuw-Guinea. De soort was ook gevonden in de bergen van Nederlands-Nieuw-Guinea.